# The Tracy Morgan Show
The Tracy Morgan Show est une sitcom américaine en 18 épisodes de 24 minutes créée par David M. Israel (en) et Jim O'Doherty (en), diffusée entre le 2 décembre 2003 et le 20 mars 2004 sur le réseau NBC.
Cette série est inédite dans tous les pays francophones.

## Distribution

### Acteurs principaux
- Tracy Morgan : Tracy Mitchell
- Tamala Jones : Alicia Mitchell
- Marc John Jefferies : Derrick Mitchell
- Bobb'e J. Thompson : Jimmy Mitchell
- Katt Williams : Freddie
- John Witherspoon : Spoon
- Heavy D : Bernard

### Acteurs secondaires
- Bre Blair : Marcy
- Keesha Sharp : Linda Berry
- Myzel Robinson : Robert Berry
- Debra Jo Rupp : Ms Laneworthy
- Tracy Morgan, Jr. : Superintendent Albano / Jack

## Épisodes
| Épisode # | Titre              | Date de diffusion originale |
| --------- | ------------------ | --------------------------- |
| 1         | The Pilot          | 2 décembre 2003             |
| 2         | Doctor? NO!        | 2 décembre 2003             |
| 3         | Christmas          | 4 décembre 2003             |
| 4         | The Anniversary    | 9 décembre 2003             |
| 5         | Stealing           | 16 décembre 2003            |
| 6         | Coach Tracy        | 6 janvier 2004              |
| 7         | Church             | 13 janvier 2004             |
| 8         | The Value of Money | 20 janvier 2004             |
| 9         | Weird Science      | 27 janvier 2004             |
| 10        | A Call to Duty     | 31 janvier 2004             |
| 11        | Miracle Street     | 7 février 2004              |
| 12        | Vacation           | 14 février 2004             |
| 13        | Super Boy          | 28 février 2004             |
| 14        | Class Clown        | 6 mars 2004                 |
| 15        | Career Day         | 20 mars 2004                |
| 16        | The Sporting Life  | 20 mars 2004                |
| 17        | Spoon Moves In     | 2006 (Pays-Bas)             |
| 18        | Haircut Night      | 2006 (Pays-Bas)             |